# Гвардия умирает, но не сдаётся

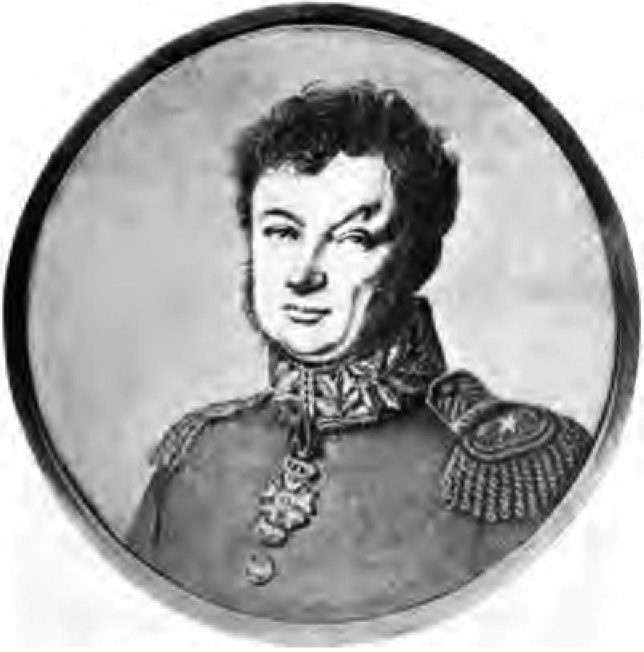
Генерал Пьер Камбронн. Миниатюра, 1816. На левой стороне лица видны следы ранения, полученного в битве при Ватерлоо

«Гвардия умирает, но не сдаётся!» (фр. La Garde meurt mais ne se rend pas!) — фраза, приписываемая генералу Пьеру Камбронну, командиру 1-го полка пеших егерей Императорской гвардии.
Некоторыми считается, что фраза была произнесена им в битве при Ватерлоо 18 июня 1815 года как ответ на предложение англичан сдаться. Авторство фразы впоследствии оспаривалось и даже явилось предметом судебного разбирательства. Также вызывала дискуссии точная форма фразы. По некоторым версиям, Камбронн просто ответил «Дерьмо!» (фр. Merde!) или же начал ответ с этого слова, которое (как эвфемизм) иногда упоминается как «слово Камбронна».

## История выражения

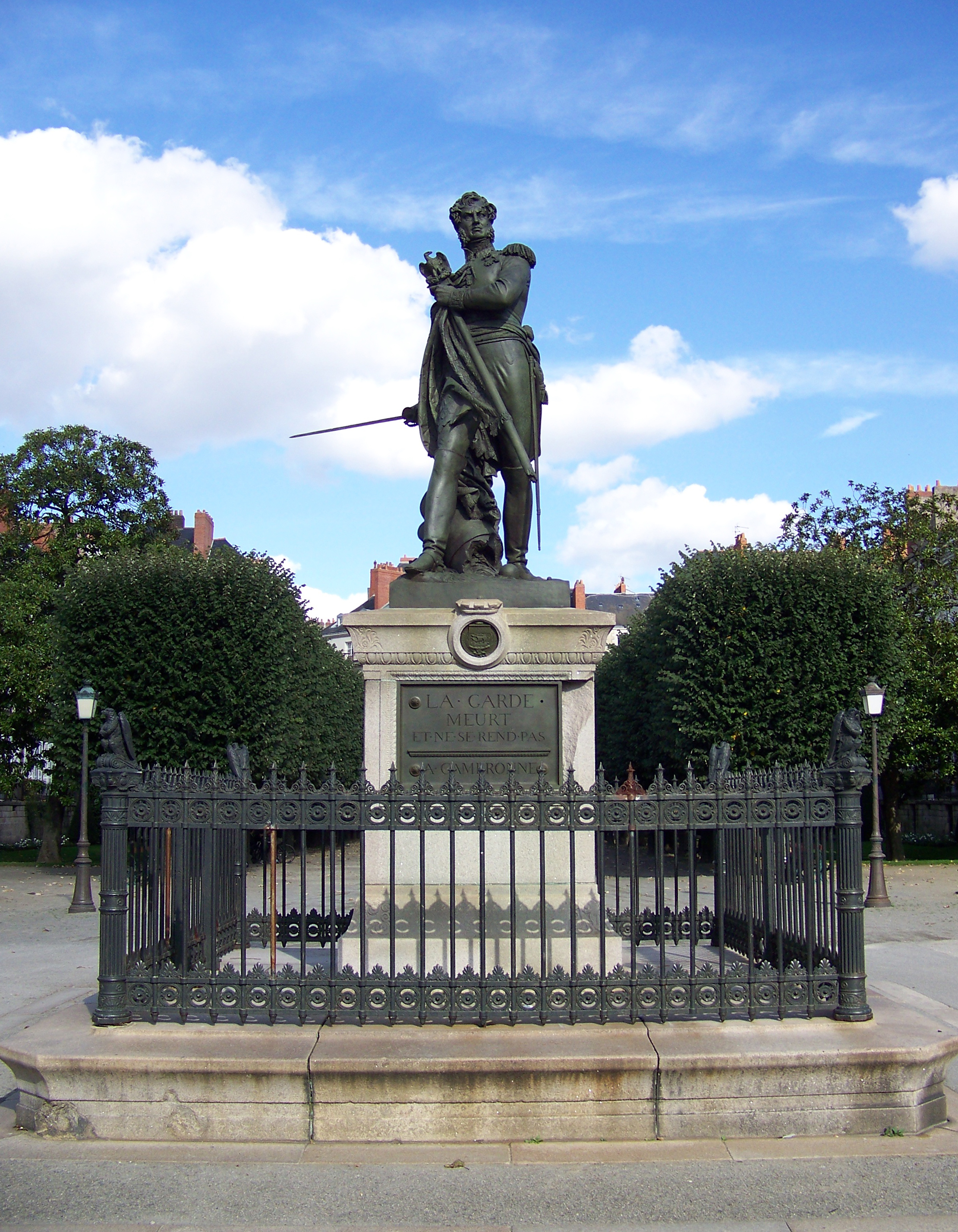
Памятник Камбронну в Нанте, где тот родился, воздвигнут в 1848. На постаменте — знаменитая фраза «La garde meurt et ne se rend pas»

20 марта 1815 Наполеон произвёл своего верного соратника Камбронна в дивизионные генералы, но тот из скромности отказался от этого звания. Тогда 13 апреля император вернул ему должность командира 1-го полка пеших егерей Императорской гвардии. Именно с этим полком ему предстояло войти в историю, хотя некоторые источники и называют его ошибочно командиром дивизии. В конце рокового дня 18 июня 1815 года, когда участь французов с подходом прусской армии Блюхера уже была решена, Камбронн построил в каре 2-й батальон своего полка и, будучи окружён со всех сторон неприятелем, на предложение сдаться якобы ответил резким отказом. Залпами английских пушек и ружей батальон был уничтожен почти полностью. Сам Камбронн был ранен пулей в голову и в бессознательном состоянии взят в плен.
Ставшая легендарной фраза была в первый раз напечатана неделю спустя после битвы, в газете Journal général de France за 24 июня 1815 года как «La garde impérial meurt et ne se rend pas» («Императорская гвардия гибнет, а не сдаётся»). Ставшее крылатым в русском языке «…но не сдаётся» отличается от французского оригинала. Французский союз et переводится и как соединительный «и», и как противительный «а» в зависимости от контекста. Иногда цитируемое по-французски «…mais ne se rend pas» («но» вместо «а») является, вероятно, позднейшим обратным переводом с английского или русского.

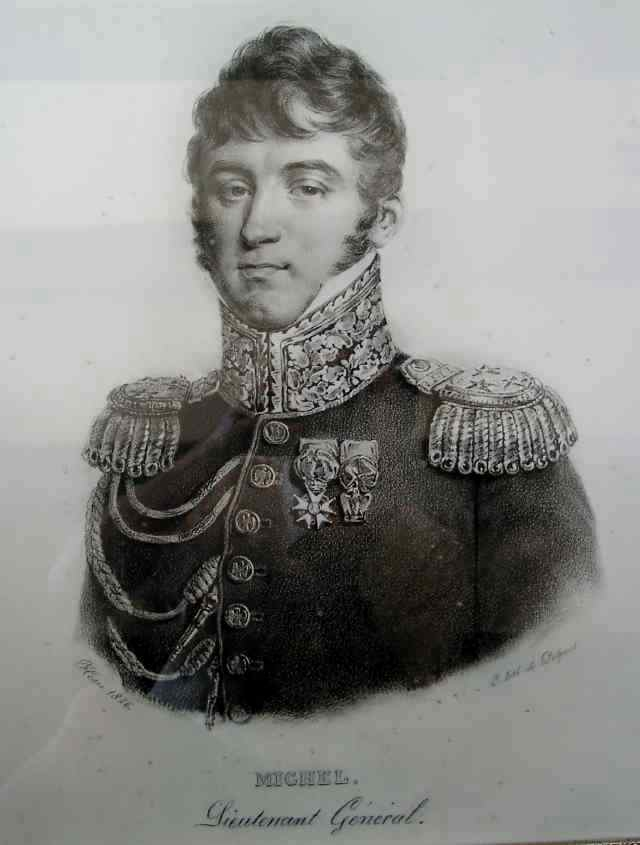
Генерал Клод-Этьен Мишель, погибший в битве при Ватерлоо

Сам Камбронн узнал о своей моментально ставшей знаменитой фразе уже в плену. В разговоре с другими офицерами он сказал, что не припоминает такого ответа. По его словам, приближавшиеся англичане кричали по-французски «Сдавайтесь, гренадеры, сдавайтесь!» (Rendez-vous, grenadiers, rendez-vous!). На это он им ответил не про гвардию, а «кое-что другое». При этом он никогда не отрицал, что отвечал на крики приближающегося противника и не собирался добровольно попадать в плен. На банкете в Нанте в 1830 на вопрос о знаменитой фразе Камбронн ответил: «Я сказал кое-что менее блестящее, быть может, но более по-солдатски энергичное» (фр. J’ai dit quelques mots moins brillant peut-être, mais d’une énergie plus soldatesque).

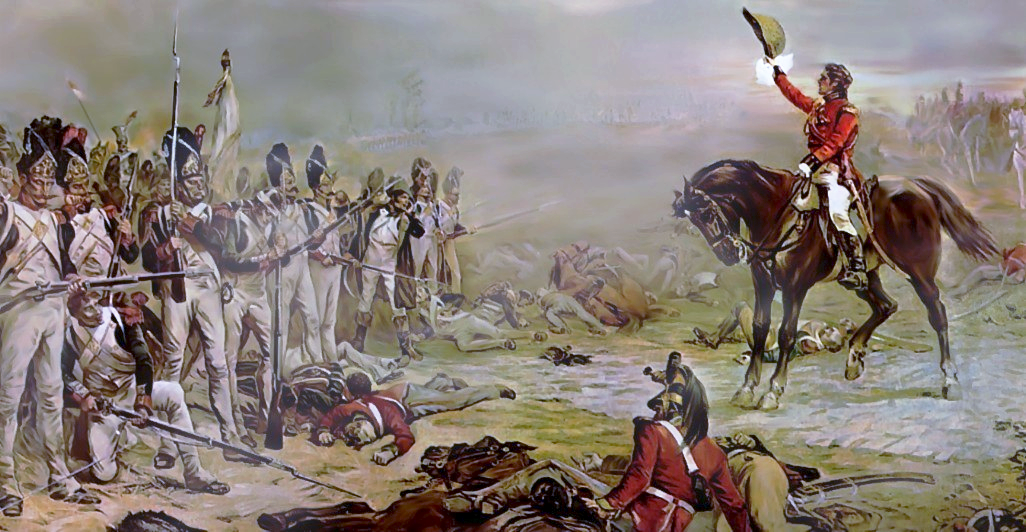
Роберт Хиллингфорд. Последнее каре гвардии (Национальный музей армии, Лондон).
Английский генерал Роланд Хилл призывает оставшихся в живых французских гвардейцев сложить оружие

Позднее французские журналисты произвели собственное расследование и установили, что автором исходной статьи в Journal général de France был Бализон де Ружмон (фр. Balison de Rougemont), но тот настаивал, что ничего не додумывал при её написании. В любом случае фраза, как выражение мужества и чести французской армии, уже начала своё независимое существование. Её распространению способствовали и популярные литографии Николя Шарле, особенно его «Гренадер Ватерлоо» (1817). Собственное мнение Камбронна никого уже не интересовало, и на воздвигнутом ему в 1848 памятнике были выгравированы знаменитые «La garde meurt et ne se rend pas». После открытия памятника сыновья генерала Мишеля подали в суд, заявив, что именно их отцу принадлежат эти слова, и предоставив показания свидетелей. Их отец, Клод-Этьен Мишель, командовал дивизией «старой гвардии» и в битве при Ватерлоо погиб. В 1848-м, однако, расследованию не был дан ход.

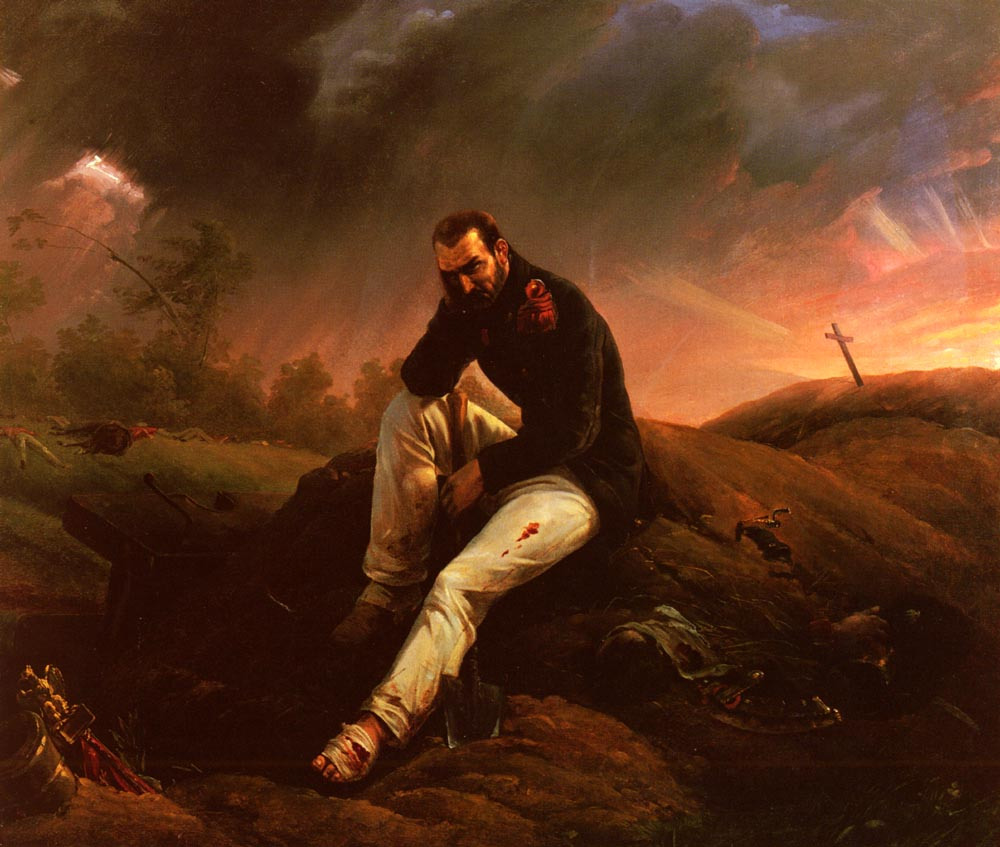
Орас Верне. Последний гренадер Ватерлоо

В 1862 был опубликован знаменитый роман Виктора Гюго «Отверженные». В описании битвы при Ватерлоо у Гюго Камбронн кратко и ёмко отвечает «Дерьмо!» («Merde!» — том II, кн. I, гл. XIV). В XIX веке «Merde!» воспринималось гораздо грубее, чем в современном французском, и примерно соответствовало русскому «Пошли на …!». Со стороны автора было тогда большой смелостью включить подобное слово в литературное произведение. Публикация романа вызвала новый всплеск интереса к эпохе Наполеона I. В тот же год сыновья генерала Мишеля подали повторный иск, требуя признать их отца автором фразы о гвардии, которая не сдаётся. В ходе последовавшего расследования на крайнем севере Франции, в деревне Вик (Vicq) был найден доживающий свой век бывший наполеоновский гвардеец Антуан Дело́ (Antoine Deleau). Вызванный как свидетель, он был допрошен 30 июня 1862 года префектом Лилля в присутствии приглашённых свидетелей: маршала Мак-Магона, генерала Мэссиа́ и полковника Бореля. Дело́ подтвердил, что в день битвы Камбронн несколько раз произнёс «Гвардия умирает, но не сдаётся», и что этот призыв был подхвачен стоявшими поблизости гвардейцами.
После показаний Дело вопрос о словах и об их авторстве юридически был окончательно закрыт. Усэй в своём детальном исследовании отмечает, что настойчивый критик и сейчас может выдвинуть вопросы по нескольким направлениям. Во-первых, по архивным записям было установлено, что Антуан Дело служил во 2-м батальоне 2-го гренадерского полка и по плану развёртывания должен был находиться в 1500 шагах от 2-го батальона 1-го егерского полка, где находился Камбронн. Впрочем, события происходили на исходе битвы, когда все построения уже были смешаны и уцелевшие солдаты собирались у немногих центров организованной обороны. Во-вторых, нельзя исключить ложные воспоминания и эффект психологического давления у 72-летнего старика, перед которым стояли несколько высших офицеров и официальные лица префектуры. Последний аргумент как неопровергаем, так и непроверяем.
В XX веке вопрос о словах Камбронна возникал несколько раз по двум основным причинам. Во-первых, периодически появляются наследники и потомки генерала Мишеля, настаивающие на его авторстве. Во-вторых, периодически ставится под сомнение героизм Камбронна и всей ситуации. Появляются «свидетельства», что Камбронн ничего не говорил, а просто сдался англичанам. Или же, ещё более изощрённо, сказал свои знаменитые слова и после этого сдался английскому офицеру (в некоторых вариантах — английскому мальчику-барабанщику). Авторам новых исторических «открытий», вероятно, неизвестно, что в архивах Великобритании и Франции хранятся подлинные документы о ранении и взятии в плен Камбронна, вплоть до отчёта английского врача, который лечил его рану в плену.

## В мировой литературе
В романе Виктора Гюго «Отверженные» этому эпизоду посвящена целая книга.
В сатирическом романе чешского писателя Ярослава Гашека «Похождения бравого солдата Швейка» начитанный трактирщик пивной «У чаши» сквернослов Паливец знает (видимо, из романа Гюго), каким словом ответила англичанам наполеоновская Старая гвардия в битве при Ватерлоо.

## Комментарии
1. ↑  Следует уточнить, что гренадеры и егери (Камбронн) относились к разным родам войск.
2. ↑  Шаг — устаревшая мера длины, примерно равная 0,3 м. То есть 1500 шагов составляют примерно 450 метров.